# 廖灿辉
廖灿辉（1923年—1996年），台湾南投人，中华人民共和国政治人物，全国侨联原副主席，天津市政协原副主席，第四、五、六、七届全国人大代表，第八届全国政协委员。